# 莫泽站
莫泽站，是法国的一个铁路车站，位于法国西部德塞夫勒省的米尼翁河畔莫泽市镇范围内。

## 位置
莫泽站位于米尼翁河畔莫泽市镇中心的北部。车站大致呈东北-西南走向，开口朝东南。

## 设施
莫泽站是一个无人看守的乘降所，原有的站房已废弃。该站没有人工售票窗口，但设有一台自动售票机，可出售有效期为7天的TER列车的车票。莫泽站站内没有人行天桥或地下通道，前往上行方向（普瓦捷方向）站台的乘客需横穿铁路正线，因此该站存在一定的安全隐患。

## 停靠线路
以下列车线路在莫泽站停靠：
| 莫泽站列车线路表       |      |             |        |                 |
| 线路                   | 车种 | 上一站      | 下一站 | 大致运行频率    |
| 普瓦捷—拉罗谢尔        | TER  | 普兰-代朗松 | 叙热尔 | 每天1趟         |
| 普瓦捷—拉罗谢尔        | TER  | 尼奥尔      | 叙热尔 | 每天7趟左右     |
| 图尔/沙泰勒罗—拉罗谢尔 | TER  | 尼奥尔      | 叙热尔 | 每天1趟         |
| 尼奥尔→拉罗谢尔        | TER  | 尼奥尔      | 叙热尔 | 每天1班（单向） |
| 1. 2.                  |      |             |        |                 |

## 配套交通

### 长途客车
莫泽站附近暂无图定的长途客车线路，德塞夫勒省下属的城际客运线路提供的M线（尼奥尔 ↔ 莫泽）大巴车需要在米尼翁河畔莫泽镇中心乘坐。此外，当铁路线罢工或施工时，SNCF可能会提供途径普兰-代朗松站的临时大巴车。

### 市内交通
莫泽站附近暂无城市公共交通线路。

### 社会车辆
莫泽站正前方设有社会车辆停车场。

## 临近车站
| 莫泽站（Gare de Mauzé）        |                      |          |
| 上行车站                       | 线路                 | 下行车站 |
| 普兰-代朗松站                  | 普瓦捷－拉罗谢尔铁路 | 叙热尔站 |
| - 本表仅显示运营中的线路及车站 |                      |          |